# Jules Steeg
Pour les articles homonymes, voir Steeg.
Jules Steeg, né à Versailles le 21 février 1836 et mort à Fontenay-aux-Roses le 3 mai 1898, est un pasteur protestant et homme politique français. 

## Biographie

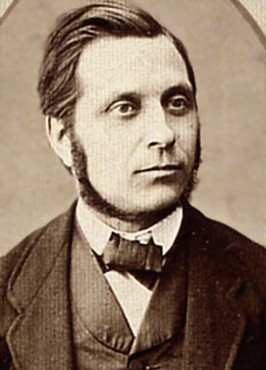
Jules Steeg

Il fait des études à Bâle, puis à la faculté de théologie protestante de Strasbourg et de Montauban. Il soutient une thèse de baccalauréat de théologie intitulée « Exposé de la doctrine de Justin martyr sur la personne et l’œuvre de Jésus-Christ » à Strasbourg en 1859  puis devient le premier pasteur de la paroisse protestante de Libourne en 1859, fonction qu'il conserve jusqu'à sa démission en 1877. En 1869, il inaugure le nouveau temple protestant de Libourne.
Défenseur fervent de la République, il fonde un journal protestant à Libourne en 1870 et est rédacteur en chef de plusieurs journaux, le Patriote en 1870 puis de l'Union républicaine en 1878. Il est élu député de la Gironde en 1881, réélu en 1885. Après avoir participé au cabinet Jules Ferry pour mettre en place l'école gratuite, laïque et obligatoire, il est nommé inspecteur général de l'enseignement primaire, chargé de la direction du Musée pédagogique de Paris, puis succède à Ferdinand Buisson comme inspecteur des études de l'École normale supérieure de Fontenay-aux-Roses.
Il est l'auteur de plusieurs ouvrages d'histoire, de morale ou liés à la religion en anticlérical - et même anticatholique - virulent.  
Il est le père de Théodore Steeg.

## Œuvres
- De la mission du protestantisme, 1867 ;
- Le Messie d'après les prophètes, 1867 ;
- Lectures bibliques, 1869 ;
- Histoire de l'Eucharistie, 1873 ;
- Faleyras, histoire d'une commune rurale, 1875 ;
- Citoyen français, mémoire personnel, 1879 ;
- Instruction morale et civique, 1883 ;
- La Vie morale, 1889.